# The Honor of Mary Blake
The Honor of Mary Blake è un film muto del 1916 diretto da Edwin Stevens che aveva come interpreti principali Violet Mersereau e Sidney Mason.

## Trama
Mary Blake, giunta in città con una troupe teatrale, si innamora di Kirk. Vorrebbe spiegargli che Richard, un impresario, l'aveva ingannata, promettendole il matrimonio ma poi si era scoperto che era già sposato. Kirk, però, la sposa senza voler sapere nulla. Qualche tempo dopo, Richard ritrova Mary e non la lascia in pace, cercando di sedurla. I due sono visti insieme dalla madre di Kirk che, scandalizzata, riferisce al figlio che la moglie lo sta tradendo. Lui, allora, butta fuori di casa Mary e poi affronta il suo rivale. I due si battono e Richard resta gravemente ferito. Mary, finalmente, riesce a spiegare tutto quello che è successo, ritrovando la serenità accanto al marito.

## Produzione
Il film fu prodotto dall'Universal Film Manufacturing Company sotto il nome Bluebird Photoplays.

## Distribuzione
Il copyright del film, richiesto dalla Bluebird Photoplays, Inc., fu registrato l'8 dicembre 1916 con il numero LP9683.
Distribuito dall'Universal Film Manufacturing Company, il film uscì nelle sale cinematografiche USA il 18 dicembre 1916.